# Ângelo Magalhães
Ângelo Mário Peixoto de Magalhães (Salvador, 30 de janeiro de 1926 — Salvador, 18 de dezembro de 2005) foi um relações públicas, administrador, funcionário público e político brasileiro com atuação na Bahia.

## Biografia
Filho de Francisco Peixoto de Magalhães Neto e de Helena Celestino de Magalhães. Entre as décadas de 1940 e 1960 foi tesoureiro auxiliar da Empresa Brasileira de Correios e Telégrafos e chefe de pessoal do Hospital das Clínicas de Salvador. e redator da Câmara dos Deputados. Na capital baiana graduou-se em Relações Públicas em 1972 e em Administração em 1973, ambas pela Universidade Federal da Bahia. Posteriormente foi diretor da TV Bahia, afiliada da Rede Globo.
Irmão de Antônio Carlos Magalhães, iniciou sua carreira política elegendo-se deputado estadual em 1966 e 1970 pela ARENA e após fim do mandato assumiu uma diretoria no Banco do Desenvolvimento do Estado da Bahia (Bandeb) em 1975 no governo Roberto Santos, cargo que deixou em 1978, ano que foi eleito deputado federal. Com o fim do bipartidarismo ingressou no PDS sendo reeleito em 1982.
Em 25 de abril de 1984, votou contra a emenda Dante de Oliveira, mas em 15 de janeiro de 1985 votou em Tancredo Neves para presidente no Colégio Eleitoral. Filiado ao PFL foi reeleito em 1986 e tomou parte na Assembleia Nacional Constituinte que elaborou a Constituição de 1988 e conquistou um novo mandato em 1990 sendo um dos 38 parlamentares que votaram contra o impeachment do presidente Fernando Collor. Em 1994 ficou na suplência ao disputar um novo mandato, mas seu filho, Paulo Magalhães foi eleito deputado estadual e a partir de 1998 eleito deputado federal.
Seu último cargo público foi o de diretor administrativo da Agência de Fomento do Estado da Bahia (1999-2005) tendo morrido em decorrência de problemas renais.